# Snorkeling

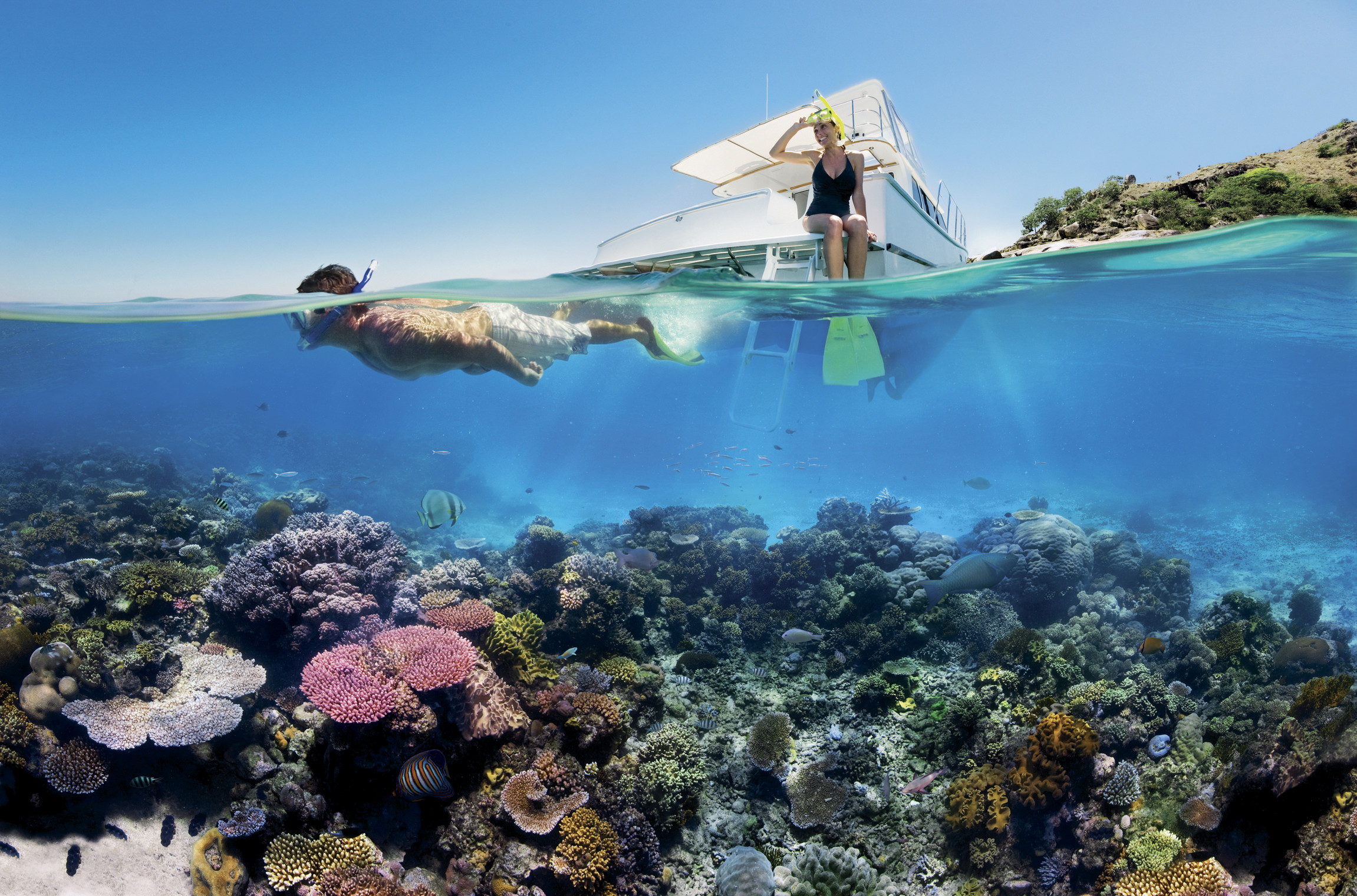
Snorkeler col tipico boccaglio

Col termine snorkeling si intende il nuotare in superficie utilizzando l'aeratore, anche detto boccaglio o respiratore (in inglese: snorkel), con l'unico scopo di osservare il fondale marino con la rispettiva fauna.
Chi pratica lo snorkeling è definito snorkeler.

## Attrezzatura

### L'aeratore
L'aeratore è un tubo ricurvo, generalmente di materiale plastico, utilizzato nell'attività subacquea che ha una delle due estremità modellata in maniera ergonomica ed è fatta di silicone, così da poter essere inserita in bocca in modo più confortevole. Esistono due varianti di questo strumento, ovvero una senza e una con valvola di sfiato, ovvero una valvola che toglie l'acqua residua dal tubo per consentire una respirazione migliore allo snorkeler.

### La maschera da sub
La maschera subacquea consiste in una maschera protettiva composta da una montatura rigida che costituisce la struttura di base, dotata di lenti in vetro o plexiglas; il tutto è reso più confortevole da un corpo in silicone o gomma, adattabile al capo con una cinghia del medesimo materiale.
Di norma le maschere da sub comprendono gli occhi e il naso, ma sono sempre più diffuse le versioni alternative a tutto volto, comprendente anche la bocca.
Il loro scopo è proteggere gli occhi dall'irritazione dovuta all'acqua salata e permettere una visione migliore negli ambienti subacquei, impossibile in altro modo per via dell'incapacità dell'occhio umano di mettere a fuoco in acqua.

### Pinne
Le pinne sono delle calzature atte all'agevolazione degli spostamenti subacquei.
Le due componenti principali sono:
- la scarpetta, ossia la parte che contiene il piede; generalmente è costituita da gomma morbida, ideale per farla aderire al piede. Può essere aperta o chiusa: nella prima il tallone è lasciato scoperto ed è assicurato alla pinna tramite una cinghia, nella seconda la scarpetta include l'intero piede;
- la pala, ossia la superficie piatta assicurata all'estremità anteriore delle pinne che serve ad amplificare il movimento del piede in acqua; generalmente è composto da materiali polimerici o compositi.

In particolare, nella pratica dello snorkeling vengono utilizzate delle pinne con caratteristiche intermedie tra quelle da apnea, rigide ed a scarpetta chiusa, e quelle da immersione, corte e larghe.

### Tuta da sub
La tuta da sub è un indumento impermeabile e termoisolante. Quest'ultima caratteristica è essenziale per evitare l'ipotermia da immersione prolungata.
Ne esistono modelli più o meno isolanti, da quella definita umida, a quella stagna.

### Cintura con pesi
La cintura con pesi è un indumento composto da varie zavorre assicurate attorno alla vita dello snorkeler, per favorirne l'affondamento in acqua.

## Luoghi
Lo snorkeling può essere praticato in ogni specchio d'acqua dove non siano previste normative di tutela, ma vengono generalmente preferiti ambienti caldi, con poche onde e punti di interesse particolare, come le barriera corallina.